# Osły na granicy
Osły na granicy (tytuł oryginalny: Gomarët e Kufirit) – kosowski film fabularny z roku 2009 w reżyserii Jetona Ahmetaja. 

## Opis fabuły
Akcja filmu rozgrywa się w roku 1968. Na granicy jugosłowiańsko - albańskiej bije źródło, które jest jedynym ujęciem wody w okolicy. Chociaż granica jest pilnie strzeżona, a jej przekroczenie surowo karane, przy źródle stale spotykają się ludzie, żyjący po obu jej stronach.
Film jest czwartym w kolejności filmem zrealizowanym przez filmowców z Kosowa po 1999. Oficjalna premiera filmu odbyła się w kinie ABC w Prisztinie. W 2010 na Festiwalu Filmowym w Tiranie główną nagrodę aktorską za rolę w filmie Osły na granicy uzyskał Enver Petrovci. W 2019 film Ahmetaja został zaprezentowany w Poznaniu w ramach festiwalu Balkan Film Fest.

## Obsada
- Shkumbin Istrefi jako Lilush
- Hysen Binaku jako komisarz
- Hazir Haziri jako żołnierz
- Florentina Beck
- Enver Petrovci
- Bislim Muçaj
- Veton Osmani
- Shpetim Kastrati
- Arta Muçaj
- Luan Daka
- Melihate Qena